# Jean Chouquet
Pour les articles homonymes, voir Chouquet.
Jean Chouquet, né le 5 août 1926 à Elbeuf, mort le 28 mai 2009 dans le 16e arrondissement de Paris, est un homme de théâtre, de radio et de télévision français.

## Biographie
Jean Chouquet est entré en 1947 au Club d'essai de Paris de la RTF dirigé par Jean Tardieu.
De 1952 à 1976, il est producteur, auteur et réalisateur d’émissions de radio à la RTF, Europe 1, Radio Luxembourg et Radio Monte-Carlo. Réalisateur, il réalise de nombreuses fictions, de la série populaire (comme Noëlle aux quatre vents sur France Inter de 1965 à 1970 ensuite transposé à la télévision en 1970) aux adaptations de grands ouvrages. Producteur, il est à l'origine de nombreuses émissions qui ont marqué leur époque comme Dimanche dans un fauteuil (1958-1964), ou en compagnie du dada Philippe Soupault Prenez garde à la poésie (1946-1956) ou Paris sur scène.
Au théâtre on peut relever en 1975 dans ses mises en scène Les Diablogues de Roland Dubillard, au théâtre de la Michodière.
À la télévision, il a écrit notamment la série Allez la rafale! (1977).
Conseiller pour les programmes auprès du directeur de France Inter de 1976 à 1981, Jean Chouquet est notamment à l'origine de l'émission quotidienne de Françoise Dolto à partir de 1977.
Il est ensuite conseiller du président d’Antenne 2 (1981-1982), directeur de France Inter (1983-1984), puis conseiller pour les programmes des présidents de Radio France Michèle Cotta, Jean-Noël Jeanneney et Roland Faure de 1983 à 1990.
Parmi les autres missions, on peut citer en 1998 « Si tu t'imagines... Queneau Raymond ! »  série de 20 épisodes de dix minutes, produits par l'Atelier de création du Grand Ouest et interprétés par Juliette Gréco et Roger Carel
Jean Chouquet, « découvreur de talents », a permis à de nombreux comédiens, chanteurs, musiciens, producteurs de commencer une carrière, grâce à la scène et à la radio : André Dussollier, Micheline Dax, Roger Carel, Pierre Perret, Roger Pierre et Jean-Marc Thibault, Danièle Delorme, Cora Vaucaire, Gérard Calvi, Philippe Noiret, Jacques Villeret, Henri Virlojeux, Jacqueline Maillan, Robert Dhéry, Ève Ruggieri, Jacques Pradel.
Jean Chouquet a contribué ensuite au développement du réseau des radios locales de Radio France (France Bleu), en prenant part à la formation de jeunes professionnels comme Manu Foissotte.